# 玉置明善
玉置 明善（たまき あきよし、1908年〈明治41年〉8月8日 - 1981年〈昭和56年〉6月2日）は、昭和時代の実業家。

## 経歴
清の大連にて玉置準三の長男として生まれる。本籍は佐賀県。旧制佐賀高等学校、1930年に九州帝国大学工学部応用化学科を卒業。同年、三菱合資会社に入社。翌年1931年、三菱石油（現 JXTGエネルギー）に移る。1946年に工事部長、1948年に同社工事部が分離独立して千代田化工建設が発足すると常務取締役となる。1957年11月、初代社長の大久保繁雄に代わり社長に就任。1970年会長兼務。
安全工学協会（現: 特定非営利活動法人安全工学会）の第2代会長（1967年-1978年）や、化学工学協会（現: 公益社団法人化学工学会）の第16代会長（1967年-1969年）、日本プラントメンテナンス協会の初代会長（1981年）を務めた。化学工学会には研究奨励賞として同氏を記念した玉置明善記念賞がある。

## 著作
- 『化学プラント建設便覧』丸善出版、1972年。
- 『エンジニアリング産業論』東洋経済新報社、1977年。

## 親族
- 養子 玉置正和（元千代田化工建設社長、同会長）[10]